# Acroneuria hitchcocki
Acroneuria hitchcocki är en bäcksländeart som beskrevs av Boris C. Kondratieff och Kirchner 1988. Acroneuria hitchcocki ingår i släktet Acroneuria och familjen jättebäcksländor. Inga underarter finns listade i Catalogue of Life.